# Língua turca karamanli

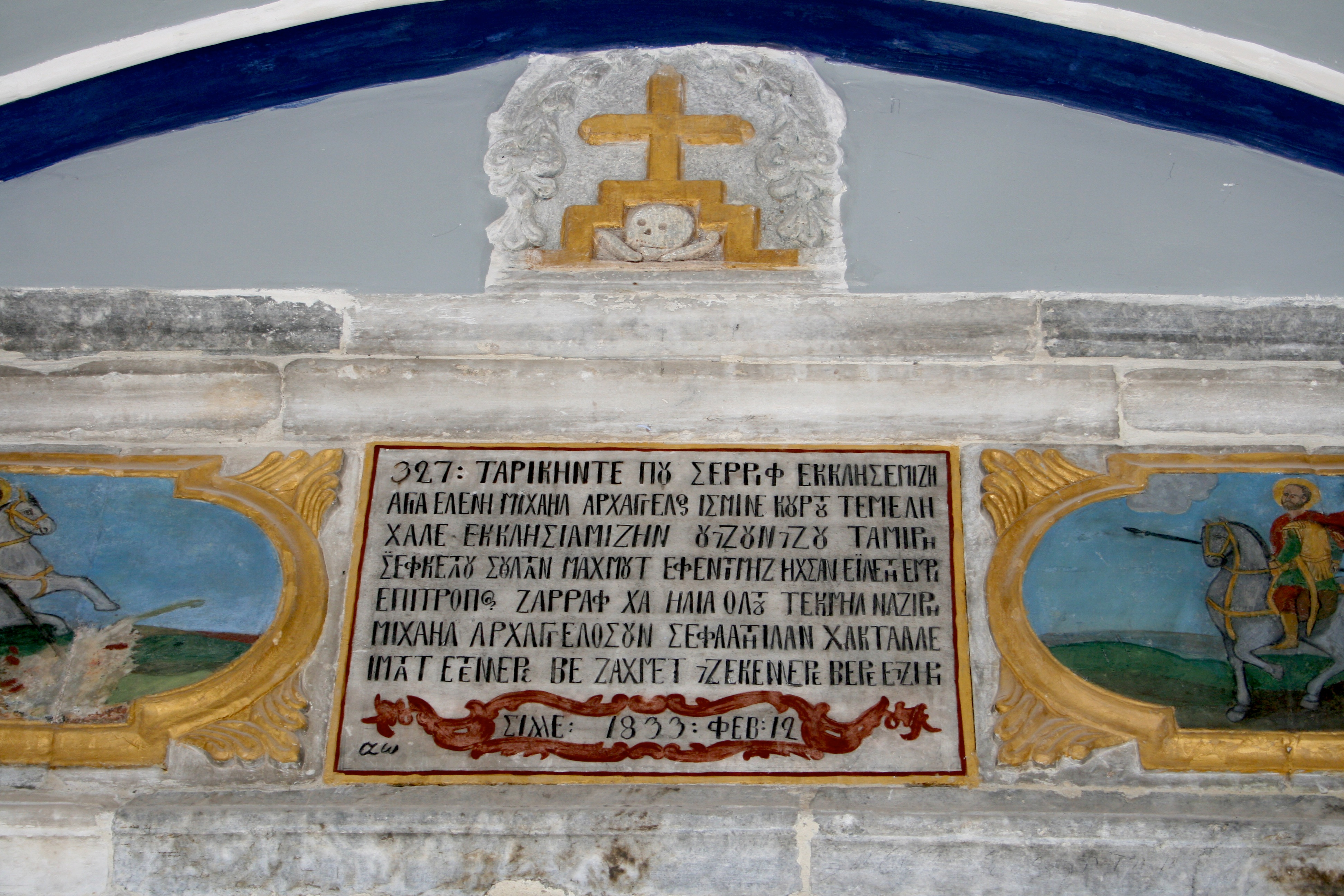
Uma inscrição em turco Karamanlı na entrada da antiga igreja ortodoxa grega de Agia Eleni em Sille (aldeia), perto de Cônia.

A língua turca karamanli (em turco:  Karamanlı Türkçesi, em grego:   Καραμανλήδικα , transl.:  Karamanlídika) é uma forma de escrita turca e um dialeto do turco falado pelos Karamanlides, uma comunidade de [[Igreja Ortodoxa Oriental] de língua turca no Império Otomano, hoje Turquia. O turco otomano oficial foi escrito na escrita árabe, mas os Karamanlides usaram o alfabeto grego para escrever sua forma de turco. O Turco Karamanlı tinha sua própria tradição literária e produziu numerosos trabalhos publicados impressos durante o século XIX, alguns deles publicados pela Evangelinos Misailidis pela editora Anatoli ou Misailidis.
Os escritores e falantes karamanli foram expulsos da Turquia como parte do intercâmbio populacional grego-turco em 1923. Alguns falantes preservaram sua língua na diáspora. A forma escrita parou de ser usada imediatamente depois que a Turquia adotou o alfabeto latino.
Um fragmento de um manuscrito escrito em Karamanlı também foi encontrado na Genizah do Cairo.

## Mídia
Havia um jornal turco Karamanli, Anatoli , publicado de 1850 a 1922, feito por Evangelinos Misailidis. Outras publicações em Karamanli foram Anatol Ahteri, Angeliaforos, Angeliaforos coçuklar, Şafak, e Terakki. O segundo e o terceiro foram criados pelo Conselho Americano de Comissários para Missões Estrangeiras. Demetrius Nicolaides também se candidatou para fazer sua própria publicação Karamanli, Asya ("Ásia"), mas foi negada; em vez disso, ele fez um jornal turco otomano chamado Sevte. Evangelina Baltia e Ayșe Kavak, autores do "Editor do jornal Konstantinoupolis por meio século", escreveram que não conseguiram encontrar nenhuma informação que explicasse por que a proposta de Nicolaides foi rejeitada.